# Grete Keilson
Grete Keilson (Berlin, 1905. december 21. – Drezda, 1999. január 4.) német politikus és funkcionárius. Férje Klaus Fuchs hírszerző és fizikus volt. Grete volt a KPD és az SPD funkcionálisa is, kalandos élete során többször is menekülnie kellett, végül az NDK-ban telepedett le, több díjat is elnyert.